# Lamprotes
Lamprotes é um gênero de traça pertencente à família Arctiidae.